# Velika Biljanica
Velika Biljanica (en serbe cyrillique : Велика Биљаница) est un village de Serbie situé sur le territoire de la Ville de Leskovac, district de Jablanica. Au recensement de 2011, il comptait 472 habitants.

## Démographie
| 1948 | 1953 | 1961 | 1971 | 1981 | 1991 | 2002 | 2011 |
| ---- | ---- | ---- | ---- | ---- | ---- | ---- | ---- |
| 506  | 495  | 528  | 508  | 515  | 536  | 516  | 472  |

|  |